# بني بوخلف (نكور)
بني بوخلف هي إحدى مشيخات المملكة المغربية، تتبع جغرافيا لإقليم الحسيمة وإداريًا لنكور. يقدر عدد سكانها بـ 6236 نسمة حسب الإحصاء الرسمي للسكان والسكنى لسنة 2004.